# François Fernández de Capillas
François Fernández de Capillas, (Baquerín de Campos, Royaume de Castille, 15 août 1607 - Fu'an, Empire de Chine, 15 janvier 1648) est un religieux dominicain et missionnaire catholique espagnol du XVIIe siècle mort martyr en Chine.

## Sa vie
Entré à l'âge de 17 ans dans l'Ordre dominicain il fait sa formation initiale à Valladolid. Alors qu'il est encore diacre, il est choisi par ses supérieurs pour la mission aux Philippines. Il arrive à Manille en février 1631. Peu de temps après son arrivée, il est ordonné prêtre. Pendant près de 10 ans il est missionnaire dans les différentes districts de Tuao, de la vallée de Cagayan sur l'Île de Luçon En 1641 il est envoyé sur l'ile de Formose. Il n'y reste que peu de temps. Il est chassé de l'île avec les autres missionnaires par les Hollandais alors en rivalité avec l'Espagne pour le contrôle de Formose. Il se rend alors en Chine continentale,.
Avec le frère Francisco Díez il débarque dans la province de Fujian en mars 1642. De là il rejoint ses frères dominicains déjà présents et actifs dans l'effort d'évangélisation des chinois de la région, notamment dans les villes de Fogan (Fu'an) et de Ting-Moyang Ten. Le succès est au rendez-vous. Beaucoup de chinois convertis demandent à entrer dans le Tiers Ordre dominicain.
En novembre 1644, l'armée des Mandchous prend le contrôle de la ville de Fuan. La dynastie Ming relativement favorable aux chrétiens s'effondre. La nouvelle dynastie, elle, est particulièrement hostile au christianisme, les dominicains doivent retourner dans la clandestinité. Le 13 novembre 1647, il est arrêté alors qu'il revenait de Fogan. Le 15 janvier 1648, il est condamné à mort pour diffusion de fausses doctrines et incitation à la révolte contre le nouvel empereur. Sa condamnation à mort, par décapitation, fut exécutée à Fogan le même jour.

## Vénération
François Fernández de Capillas fut béatifié le 2 mai 1909 par le pape Pie X et canonisé par le pape Jean-Paul II le 1 octobre 2000. Il fait partie de la liste des dits 120 martyrs de Chine. Il est fêté le 15 janvier.